# سرس
سِرِس (به انگلیسی: Ceres) (نماد: ) نخستین سیارهٔ کوتولهٔ کشف‌شده و بزرگ‌ترین سیارک در کمربند سیارکی و بین مدار مریخ و مشتری است. قطر آن ۹۴۵ کیلومتر است و از نظر بزرگی سی‌وسومین جرم شناخته‌شدهٔ منظومهٔ خورشیدی است. سرس یک‌سوم جرم کمربند سیارکی را تشکیل می‌دهد؛ و تنها شیء شناخته‌شدهٔ کمربند سیارکی است که دارای تعادل هیدرواستاتیکی است. قدر ظاهری سرس از زمین بین ۶٫۷ تا ۹٫۳ است و بنابراین حتی در درخشان‌ترین حالتش، چنان تاریک است که با چشم غیرمسلح دیده نمی‌شود مگر اینکه آسمان به شدت تاریک باشد.
سرس در ۱ ژانویهٔ ۱۸۰۱ توسط جوزپه پیاتسی در پالرمو کشف‌شد. ابتدا به عنوان یک سیاره در نظر گرفته شد، اما در دههٔ ۱۸۵۰ زمانی که اشیاء دیگری در مدار مشابه کشف شدند به عنوان یک سیارک طبقه‌بندی شد.
هستهٔ سرس از سنگ و گوشتهٔ آن از یخ تشکیل شده‌است، و ممکن است اقیانوسی از آب مایع در زیر لایه یخ داشته باشد. سطح سرس احتمالاً مخلوطی از یخ‌آب و مواد معدنی مختلف هیدراته مثل کربنات‌ها و رس است. در ژانویهٔ ۲۰۱۴، انتشار بخار آب از مناطق مختلف سرس کشف شد. این مسئله غیرمنتظره بود، چون انتشار بخار آب از ویژگی‌های ستارهٔ دنباله‌دار است و اجرام بزرگ در کمربند سیارکی این ویژگی را ندارند.
دان فضاپیمای رباتیک ناسا در ششم مارس ۲۰۱۵ وارد مدار سرس شد. عکس‌هایی که در جلسات تصویربرداری که از ژانویهٔ ۲۰۱۵ در حالی‌که فضاپیما به سرس نزدیک می‌شد گرفته می‌شد و وضوح آن‌ها بیش از تصاویر گذشته بود نشان داد که سرس سطحی پوشیده از آتشفشان دارد. دو نقطهٔ روشن متمایزی (یا سپیدایی بالا) که داخل یک دهانه (متفاوت با نقاط روشنی که پیش‌تر در تصاویر گرفته شده با تلسکوپ هابل وجود داشت) در تصاویر گرفته شده در ۱۹ فوریهٔ ۲۰۱۵ دیده شد، موجب شد منشأ آن‌ها یخ‌فشان‌ها یا فوران آب در نظر گرفته شود. در ۳ مارس ۲۰۱۵، یکی از سخنگویان ناسا گفت: «نقاط احتمالاً موادی مانند یخ یا نمک هستند که بسیار منعکس‌کنندهٔ نور هستند، اما وجود یخ‌فشان‌ها بعید است.» ۱۱ مهٔ ۲۰۱۵، ناسا تصویری را با وضوح بالا منتشر کرد که به جای یک یا دو نقطه در واقع چندین نقطه را نشان می‌داد. در ۹ دسامبر ۲۰۱۵، دانشمندان ناسا گزارش دادند که نقاط درخشان روی سرس ممکن است مربوط به نوعی نمک، به ویژه آب نمکی باشد که حاوی منیزیم سولفات هگزا هیدریت (MgSO4·6H2O) است؛ نقاط روشن همچنین ممکن است با خاک رس غنی از آمونیاک مرتبط باشد. در ژوئن ۲۰۱۶، بررسی این نقاط با طیف مادون قرمز مشخص کرد که با سدیم کربنات(Na2CO3) سازگاری بیشتری دارد و نشان می‌دهد که فعالیت‌های زمین‌شناسی احتمالاً در ایجاد نقاط روشن دخالت داشته‌است.
در اکتبر ۲۰۱۵ ناسا تصویری از سرس منتشر کرد که فضاپیمای دان با رنگ-واقعی گرفته بود.

## تاریخچه

### کشف
ایدهٔ وجود سیاره‌ای کشف نشده میان مریخ و مشتری اولین بار، در سال ۱۷۷۲ توسط یوهان الرت بُده مطرح شد البته پیشتر، در سال ۱۵۹۶، یوهانس کپلر به فاصلهٔ زیاد میان مریخ و مشتری اشاره کرده بود. بُده ایدهٔ خود را با توجه به قانون تیتیوس-بوده، فرضیه‌ای که در سال ۱۷۶۶ توسط یوهان دانیل تیتیوس مطرح شده بود و اکنون اعتبار خود را از دست داده‌است، مطرح کرده بود.
تیتیوس مشاهده کرده بود که بین نیم قطر بزرگ بیضی مدار تمام سیارات به جز شکاف بین مریخ و مشتری، رابطهٔ معنا داری وجود دارد. و بر این اساس پیش‌بینی شد که سیاره جدید می‌بایستی نیم‌قطر بزرگ مداری برابر با ۲٫۸ واحد نجومی داشته باشد. کشف اورانوس توسط ویلیام هرشل در سال ۱۷۸۱ نزدیک به فاصله پیش‌بینی شده برای جرم بعدی در آن‌سوی زحل، موجب افزایش اعتماد به قانون تیتیوس-بوده گردید؛ به گونه‌ای که در سال ۱۸۰۰، گروهی به رهبری فرانتس کساور فن تساخ، ویراستار نشریه موناتلیشه کورسپوندنتس (گزارش‌های خبری ماهانه)، درخواست‌هایی برای ۲۴ ستاره‌شناس باتجربه فرستاده و از آن‌ها خواستند که با هم متحد شده و جستجویی هدفمند را برای یافتن سیاره مورد انتظار شروع کنند. گرچه آن‌ها موفق به کشف سرس نشدند، بعدها چندین سیارک بزرگ را کشف کردند.

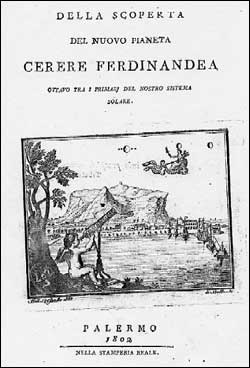
کتاب جوزپه پیاتسی، با عنوان کشف سیارهٔ جدید سرس

یکی از ستاره‌شناسان انتخاب شده برای پژوهش جوزپه پیاتسی، کشیشی کاتولیک از آکادمی پالرمو، سیسیل بود. پیاتسی پیش از اینکه دعوتنامه‌ای را برای پیوستن به این گروه دریافت کند، سرس را در ۱ ژانویه ۱۸۰۱ کشف کرده بود. او در حال جستجوی هشتاد و هفتمین ستاره از کاتالوگ ستارگان منطقه دائرةالبروج لوئی دو لاکای بود، اما ستاره دیگری جلوی آن قرار داشت. به جای یک ستاره، پیاتسی جرمی شبیه به ستارهٔ متحرک یافته بود که ابتدا گمان می‌کرد یک ستارهٔ دنباله‌دار است. پیاتسی سرس را ۲۴ بار رصد کرد و در فوریه ۱۸۰۱ آخرین رصدش را انجام داد، چون بیماری مانع ادامهٔ کارش شد. او کشفش را در ۲۴ ژانویه ۱۸۰۱، طی نامه‌ای به دو ستاره‌شناس همکارش، هموطنش بارنابا اریانی در میلان و یوهان الرت بُده در برلین اعلام کرد. او در نامه‌اش از سرس به عنوان یک دنباله‌دار یاد کرده‌بود، اما اضافه کرده بود: «چون حرکت آن خیلی آهسته و نسبتاً یکنواخت است، چند بار به ذهنم خطور کرده که ممکن است چیزی مهم‌تر از دنباله‌دار باشد.» در ماه آوریل، پیاتسی گزارش تمام مشاهداتش را به آریانی، بده، و ژروم لالاند در پاریس ارسال کرد. اطلاعات داده شده در سپتامبر ۱۸۰۲ در نشریه موناتلیشه کورسپوندنتس (گزارش‌های خبری ماهانه) منتشر شد.
در این زمان، موقعیت ظاهری سرس (عمدتاً به دلیل حرکت مداری زمین) تغییر کرده و بیش از حد به خورشید نزدیک شده بود و مشاهدهٔ آن برای ستاره‌شناسان دیگر، برای تأیید مشاهدات پیاتسی مشکل شده بود. سرس تا پایان سال بار دیگر قابل مشاهده می‌شد، اما پس از گذشت این مدت طولانی پیش‌بینی موقعیت دقیق آن دشوار بود. برای دیدن دوبارهٔ سرس کارل فریدریش گاوس، که در آنزمان ۲۴ ساله بود، روشی مؤثر برای تعیین مدار پیدا کرد. در عرض چند هفته، مسیر سرس را پیش‌بینی کرده و نتایج کارش را برای فن تساخ فرستاد. در تاریخ ۳۱ دسامبر ۱۸۰۱، فن تساخ و هاینریش ویلهلم ماتیاس البرس دوباره سرس را در نزدیکی مکان پیش‌بینی شده پیدا کردند.
ستاره‌شناسان گذشته تنها قادر به محاسبهٔ مرتبه بزرگی سرس بودند. در سال ۱۸۰۲، هرشل اندازهٔ این سیاره را ۲۶۰ کیلومتر و کمتر از اندازهٔ واقعی تخمین زد؛ در حالی که در سال ۱۸۱۱، یوهان هیرونوموس شروتر اندازهٔ آن را بیش از حد واقعی و ۲٬۶۱۳ کیلومتر در نظر گرفت.

### نام
ابتدا پیاتسی نام سرر فردیناند را برای کشف خود برگزید. سرر از روی تلفظ ایتالیایی نام سرس (الههٔ رومی کشاورزی که گفته می‌شود از سیسیل منشأ گرفته و قدیمی‌ترین آرامگاهش آنجا بوده‌است) و فردیناند پادشاه سیسیل گرفته شده بود. به‌هرحال، نام فردیناند برای ملت‌های دیگر پذیرفتنی نبود و کنار گذاشته شد. سرس مدت کوتاهی در آلمان، هرا نامیده می‌شد. در یونان، این سیاره را دمتر (Δήμητρα) (معادل یونانی Cerēs رومی) می‌نامیدند. در زبان انگلیسی، سیارک ۱۱۰۸ را با نام دمتر می‌شناسند.
نماد نجومی قدیمی این سیاره ⚳ داس بوده‌است. این نماد، مشابه نماد ناهید ♀ است اما ناهید یک شکاف در دایرهٔ بالایی خود دارد که سرس ندارد. عنصر کمیابی که در سال ۱۸۰۳ کشف شد، به افتخار این سیاره سریم نامیده شد. در همان سال عنصر دیگری هم به افتخار سرس نامگذاری شد، ولی بعد از نامگذاری عنصر سریم، کاشف آن عنصر نامش را به افتخار پالاس دومین سیارک کشف شده به پالادیم تغییر داد.

### موقعیت

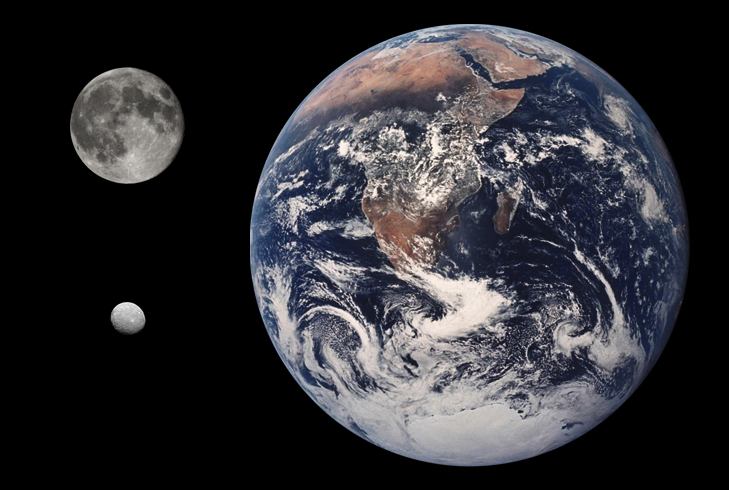
سرس (پایین سمت چپ)، ماه و زمین با مقیاس‌های واقعی

بر سر طبقه‌بندی سرس اختلاف نظرهایی وجود داشته و این طبقه‌بندی چند بار تغییر یافته‌است. یوهان الرت بُده، عقیده داشت سرس همان «سیارهٔ گم شده‌ای» است که او فکر می‌کرد بین مریخ و مشتری با فاصلهٔ ۴۱۹ میلیون کیلومتر (۲٫۸ واحد نجومی از خورشید قرار گرفته‌است. نماد سیاره‌ای به سرس اختصاص داده شد و در جدول‌ها و کتاب‌های ستاره‌شناسی به همراه پالاس، جونو و ۴ وستا، حدود نیم‌قرن به عنوان سیاره شناخته می‌شدند.
زمانی که اجرام جدیدی در نزدیکی سرس کشف شدند، مشخص شد که سرس اولین عضو یک گروه جدید از اجرام است. در سال ۱۸۰۲ با کشف پالاس، ویلیام هرشل نام سیارک (مشابه ستاره) را برای این اجرام وضع کرد و نوشت: «آن‌ها شبیه ستاره‌هایی کوچک هستند و این شباهت چنان زیاد است که حتی با تلسکوپهای بسیار خوب هم به سختی از آن‌ها تشخیص داده می‌شوند.» از آن‌جایی که سرس اولین جرم کشف شده از این نوع بود، با توجه به سیستم جدید نامگذاری سیارات کوچک به نام سرس ۱ نامیده شد. در سال ۲۰۰۶، وجود تفاوت اساسی بین سیارک‌هایی مثل سرس و سیارات اصلی به‌طور وسیعی پذیرفته شد، گرچه تعریف دقیقی از «سیاره» هرگز فرمول‌بندی نشد.
بحث‌های پدید آمده در سال ۲۰۰۶ پیرامون پلوتو و خصوصیات لازم برای نامیدن جرمی به عنوان سیاره موجب شد که نام سرس دوباره در بین سیارات قرار گیرد.
پیش از تعریف سیاره از طرف اتحادیه بین‌المللی اخترشناسی براساس پیشنهادی سیاره این‌گونه تعریف شده‌است: «جرمی آسمانی که (الف) جرم کافی داشته و می‌تواند بر ساختار صلب و جامد خود غلبه کند، بنابراین فرض می‌شود دارای تعادل هیدرواستاتیکی (تقریباً کروی شکل) است، و (ب) دور یک ستاره می‌چرخد و ستاره یا قمر یک سیاره نیست.» این تعریف سبب شد تا سرس به عنوان پنجمین سیارهٔ سامانه خورشیدی طبقه‌بندی شود. در یک تعریف جایگزین دیگر در ۲۴ اوت ۲۰۱۲، گفته شد که پیرامون یک سیاره نباید اجرام زیادی داشته‌باشد و سیاره باید دارای فضای کافی برای گردش پیرامون ستاره باشد. با این تعریف، سرس یک سیاره نیست چون در مدار آن سیارک‌های بی‌شماری در کمربند سیارکی قرار دارند و سرس را محاصره کرده‌اند. این کره تقریباً یک‌سوم کل جرم کمربند سیارکی را تشکیل می‌دهد. اجرامی که معیارهای ذکر شده در تعریف اول را دارا بوده اما فاقد معیار خواسته شده در تعریف دوم باشند، مانند سرس، جزو سیارات کوتوله طبقه‌بندی می‌شوند.
سرس بزرگ‌ترین جرم کمربند سیارکی است. گاهی اوقات فرض می‌شود چون سرس جزو سیارات کوتوله طبقه‌بندی شده بنابراین دیگر سیارک محسوب نمی‌شود. به عنوان مثال، وبگاه اسپیس اعلام کرد که پالاس بزرگ‌ترین سیارک و سرس سیارهٔ کوتوله‌ای‌است که قبلاً در بین سیارک‌ها طبقه‌بندی شده بود. در حالیکه بخش پرسش و پاسخ اتحادیه بین‌المللی اخترشناسی در پُستی گفت: «سرس بزرگ‌ترین سیارک است (یا می‌توانیم بگوییم بود) و هنوز یک سیارک محسوب می‌شود.» گرچه سپس از «دیگر سیارک‌هایی» که مسیر سرس را می‌روند صحبت کرده و به عبارت دیگر دلالت می‌کند که سرس هنوز به عنوان یک سیارک محسوب می‌شود.
مرکز بررسی ریزسیاره‌ها اشاره می‌کند که ممکن است چنین اجرامی به شکل دوگانه طراحی شده‌باشد.
در تصمیم اتحادیه بین‌المللی اخترشناسی در سال ۲۰۰۶، که سرس به عنوان یک سیاره کوتوله طبقه‌بندی شد، هرگز گفته نشد که سیارک هم هست یا نه. در حقیقت این اتحادیه هرگز کلمه سیارک را تعریف نکرد و تا سال ۲۰۰۶ به جای آن کلمهٔ ریزسیاره را ترجیح می‌داد و بعد از سال ۲۰۰۶ به جای آن کلمه‌های اجرام کوچک منظومه شمسی و سیارات کوتوله را ترجیح می‌داد. براساس اظهارنظر «لانگ» در سال ۲۰۱۱ «اتحادیه با طبقه‌بندی سرس به عنوان یک سیارهٔ کوتوله نقش جدیدی را برای آن اضافه کرده‌است و با تعریفی که ارائه داده، اریس، پلوتو، هائومیا، ماکی‌ماکی و سرس سیارهٔ کوتوله هستند و در جایی دیگر آن را با نام سیاره کوتوله- سیارک سرس ۱ تعریف می‌کند.». ناسا هم‌چنان با نام سیارک به سرس اشاره می‌کند. کتاب‌های علمی مختلف نیز همین کار را می‌کنند.

## مدار
| نوع عنصر           | نیم‌قطر بزرگ (بر اساس واحد نجومی) | خروج از مرکز مداری | انحراف زاویه‌ای | تناوب مداری (در روزها) |
| ------------------ | -------------------------------- | ------------------ | -------------- | ---------------------- |
| مناسب              | ۲٫۷۶۷۷                           | ۰٫۱۱۶۱۹۸           | ۹٫۴۶۷۴۳۵       | ۱۶۸۱٫۶۰                |
| مبدأ ۲۳ ژوئیه ۲۰۱۰ | ۲٫۷۶۵۳                           | ۰٫۰۷۹۱۳۸           | ۱۰٫۵۸۶۸۲۱      | ۱۶۷۹٫۶۶                |
| اختلاف             | ۰٫۰۰۱۸                           | ۰٫۰۳۷۰۶            | ۰٫۹۳۹۳۸۶       | ۱٫۹۴                   |

مدار سرس

مدار سرس میان مدار مریخ و مشتری و در کمربند سیارکی واقع شده‌است و هر ۴٫۶ سال زمینی یک‌بار به دور خورشید می‌چرخد. مدار آن °۱۰٫۶ از دائرةالبروج انحراف دارد (انحراف عطارد °۷ و پلوتو °۱۷ است) و خروج از مرکز مداری آن ۰٫۰۸ و مریخ ۰٫۰۹است.
نمودار روبه‌رو مدار سرس (آبی) و مدار سیارات مختلف (سفید و خاکستری) را نشان می‌دهد. مدارهای پایین‌تر از دائرةالبروج با رنگ‌های تیره‌تر رسم شده‌اند و علامت بعلاوهٔ نارنجی خورشید است. بخش بالا سمت چپ، مدار سرس را که بین مدار مریخ و مشتری قرار دارد، نشان می‌دهد.
بخش بالا سمت راست، نشان‌دهندهٔ محل اوج و حضیض سرس و دیگر مریخ است. در این نمودار (نه به‌طور کلی) حضیض مریخ در جهت مخالف حضیض سرس و چند سیارک بزرگ واصلی دیگر کمربند سیارکی از جمله پالاس و ۱۰ هایجیا است. بخش پایین نیز انحراف مدار سرس در مقایسه با انحراف مدار مریخ و مشتری را نشان می‌دهد.
زمانی سرس به عنوان عضوی از خانوادهٔ سیارک‌ها محسوب می‌شد. حرکت سیارک‌های این خانواده در فضا ثابت است و در بیش از یک مقیاس نجومی طولانی عملاً بدون تغییر باقی می‌مانند، که ممکن است دلیل آن منشأ مشترک آن‌ها از برخورد سیارک در گذشته باشد، بعدها مشخص شد سرس ویژگی‌های طیفی متفاوتی با دیگر اعضای این خانواده دارد؛ و بنابراین در خانوادهٔ گفیون قرار دارد. عضو بعدی این خانواده سیارک ۱۲۷۲ است. سرس به نظر می‌رسد که در خانوادهٔ خود نیز منحصربه‌فرد است و دارای عناصر مداری مشابه و فاقد یک منشأ مشترک است.

### تشدید
مدت گردش به دور خورشید سرس و پالاس تقریباً ۱:۱ است. (دوره مداری ویژه آن‌ها ۰٫۲٪ متفاوت است) با این حال، با توجه به جرم کم آن‌ها نسبت به فاصله زیاد از هم تشدید واقعی بین این دو کره بعید است. چنین روابطی بین سیارک‌ها بسیار نادر است.

### گذر سیارات از سرس
در تماشای منظومهٔ شمسی از دیدگاهی بر سطح سرس، و بر پایهٔ پدیدهٔ گذر، زمان‌های قابل محاسبه‌ای وجود دارند که؛ در هنگام مشاهده از آن دیدگاه، به نظر خواهد رسید که هر یک از سیاره‌های: عطارد، ناهید، زمین، و مریخ، از برابر «قرص خورشید» خواهند گذشت. طبیعتاً بیش‌ترین تکرار گذر را عطارد دارد که به‌طور معمول هر چند سال زمینی یک‌بار رخ می‌دهد که نزدیک‌ترین آن‌ها در سال‌های میلادی ۲۰۰۶ و ۲۰۱۰ بوده‌است. برای ناهید، نزدیک‌ترین گ‍ذر اخیر در سال ۱۹۵۳ رخ داده و در سال ۲۰۵۱ دوباره رخ خواهد داد. زمین نیز در سال ۱۸۱۴ از آن دیدگاه از برابر خورشید گذشته و در سال ۲۰۸۱ دوباره خواهد گذشت. برای مریخ نیز در سال ۷۶۷ این پدیده رخ‌داده و در سال ۲۶۸۴ باز رخ خواهد داد.
ارزش محاسبه این گذرهای فرازمینی که بیشتر محاسباتی است و در حالت معمول غیرقابل مشاهده، برای درک حالات کامل مقارنه بین سیارات و خورشید است.

## چرخش و شیب محوری
دورهٔ چرخش سرس به دور خود (یک روز سرسی) ۹ ساعت و ۴ دقیقه است. سرس از محور خود انحراف کمی (۴°) دارد. با این وجود در مناطق قطبی این میزان برای قرار گرفتن همیشگی دهانه‌ها در سایه کافی است تا مثل تله سرد عمل کرده و به مرور یخ‌آب را در خود جمع کنند، شبیه وضعیتی که در ماه یا عطارد است. انتظار می‌رود حدود۱۴٪ از مولکول‌های آب آزاد شده از سطح سرس به‌طور متوسط سه بار قبل از فرار یا افتادن در تله جست و خیز کرده و سرانجام در تله‌ها بیافتند.

## ویژگی‌های فیزیکی

اندازه ۱۰ جسم بزرگ کشف‌شدهٔ کمربند سیارکی در مقابل ماه. سرس در سمت چپ شماره ۱ است.

فضاپیمای دان جرم سرس را ۱۰۲۰×۹٫۳۹ کیلوگرم تعیین کرده‌است.
جرم سرس حدود یک‌سوم جرم کل کمربند سیارکی تخمین زده می‌شود. سرس از سوی دیگر تقریباً ۴٪ از جرم ماه را دارا است. جرم سرس باندازه‌ای است که به آن شکل تقریباً کروی داده و موجب تعادل هیدرواستاتیک شود. بین اجرام منظومه خورشیدی اندازه سرس متوسط است و از نظر اندازه بین وستا که کوچکتر و تتیس که بزرگتر است قرار گرفته‌است؛ و سطحش تقریباً برابر با مساحت هند یا آرژانتین است.

### سطح
ترکیب سطح سرس به‌طور کلی مشابه سیارک نوع سی است. البته تفاوت‌هایی هم با این نوع سیارک‌ها دارد. ویژگی‌های همه جا حاضر در در طیف فروسرخ سرس مواد هیدراته هستند که وجود مقدار قابل توجهی آب در پوسته سرس را نشان می‌دهد. سایر ترکیبات احتمالی در سطح سرس شامل مواد معدنی رس غنی از آهن، و کربناتی (مثل دولومیت و سیدریت)-مواد معدنی رایج در کندریت کربنی شهاب‌سنگ‌ها- هستند. ویژگی‌های طیفی، کربنات‌ها، و مواد معدنی رس معمولاً در دیگر سیارک‌های نوع سی وجود ندارند. گاهی اوقات، سرس به عنوان یک سیارک نوع جی طبقه‌بندی می‌شود.
سطح سرس با توجه به فاصله اش نسبت به خورشید نسبتاً گرم است. بالاترین دمایی که در روز در سرس ثبت شده در ۵ مه ۱۹۹۱ و °۳۸- سانتی‌گراد بود. در این دما یخ ثابت نمی‌ماند. با تبخیر یخ سطح آن موادی که می‌ماند می‌تواند تیرگی سرس نسبت به قمرهای یخی قسمت بیرونی منظومهٔ خورشیدی را توضیح دهد.

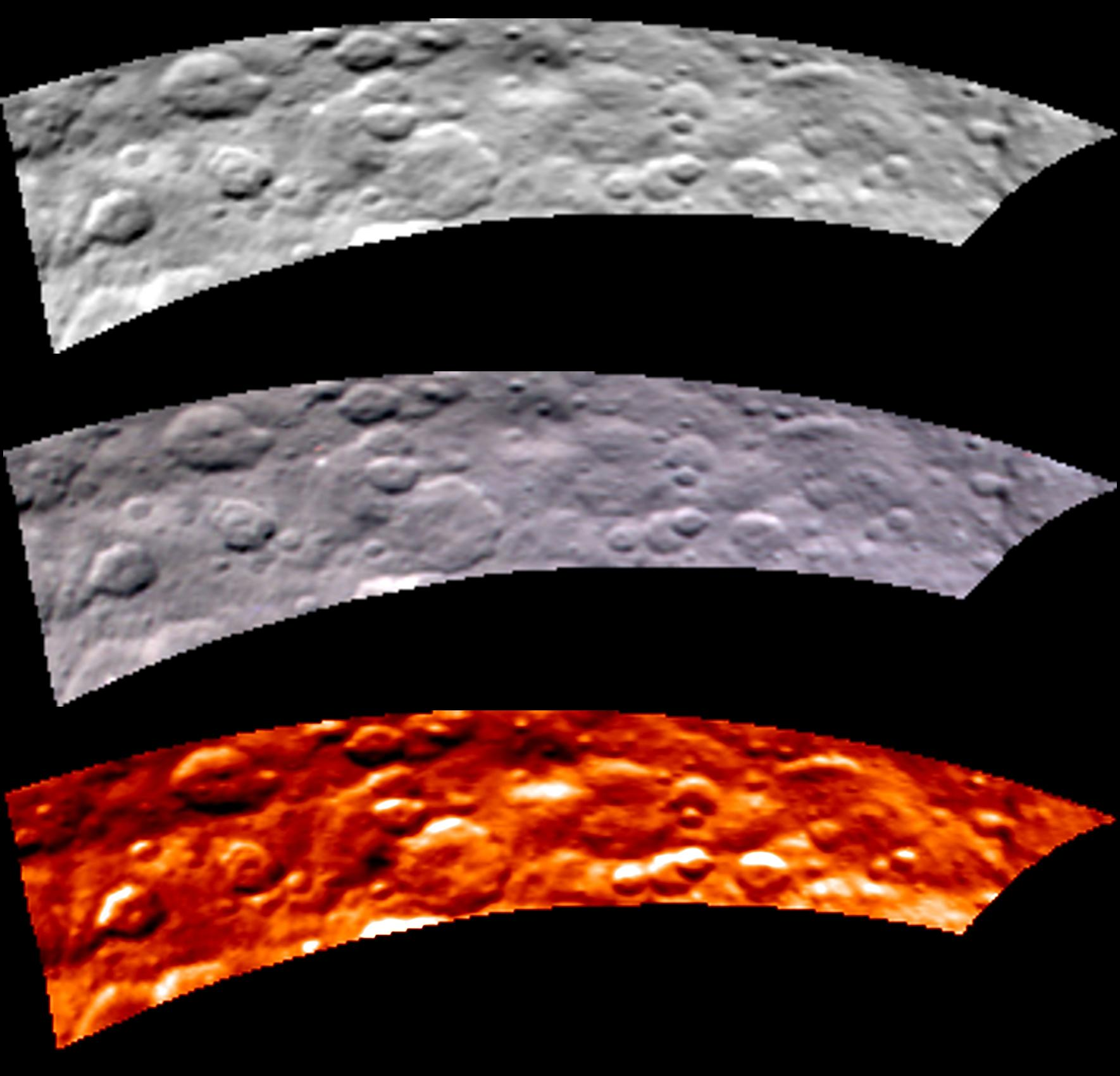
نقشه طیف‌بینی فروسرخ سرس

#### مشاهدات پیش از دان

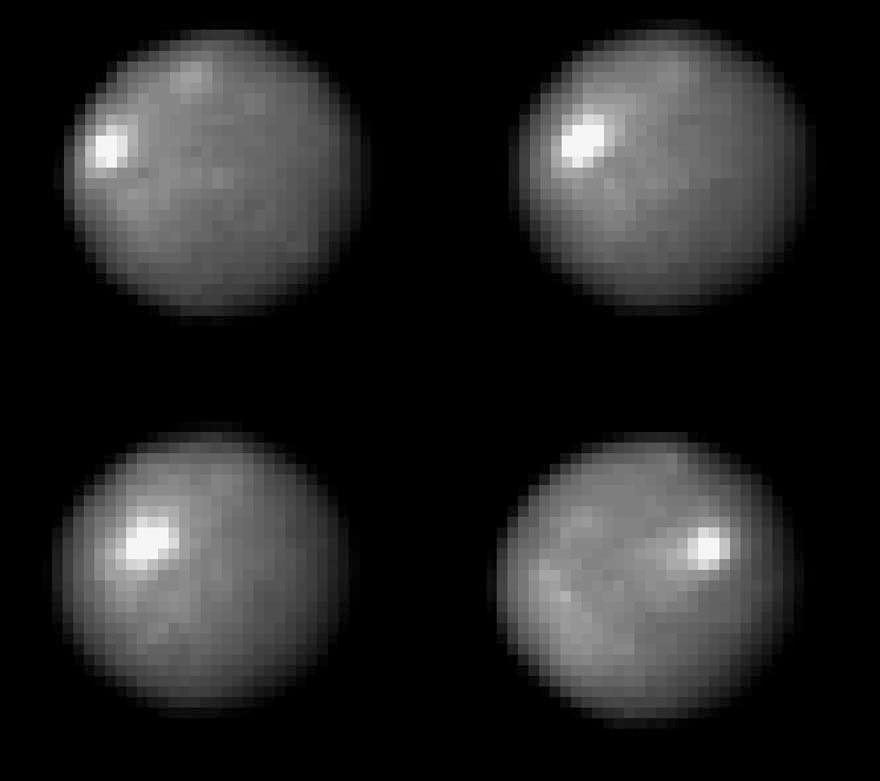
تصاویری که تلسکوپ فضایی هابل در مدت ۲ ساعت و ۲۰ دقیقه در سال ۲۰۰۴ از سرس گرفته‌است.

پیش از مأموریت دان تنها کمی از برجستگی‌های موجود در سرس شناسایی شده بود. تصاویری که با وضوح بالا و فرابنفش تلسکوپ فضایی هابل در ۱۹۹۹ گرفته شد نقطه تاریکی را در سطح آن نشان داد که به افتخار کاشف سرس «پیاتسی» نامیده شد. فکر می‌کردند آن دهانه یک کوه آتشفشان است. بعدها تصاویری که با وضوح بیشتر و اشعه نزدیک به فروسرخ در مدت یک چرخش کامل با اپتیک سازگارتلسکوپ کک
گرفته شد چندین برجستگی روشن و تاریک را که با چرخش سرس حرکت می‌کردند نشان داد. دو برجستگی تیره شکل مدور داشتند و احتمال داده شد که دهانه آتشفشان باشند، در مرکز یکی از آن‌ها نقطهٔ روشنی مشاهده شد، در حالیکه دیگری به عنوان برجستگی پیاتسی شناخته شد. تصاویری که با نور مرئی تلسکوپ فضایی هابل در یک چرخش کامل در سال ۲۰۰۳ و ۲۰۰۴ گرفته شد یازده برجستگی قابل تشخیص را در سطح سرس نشان داد، که طبیعت آن‌ها نامشخص بود. یکی از این برجستگی‌ها با برجستگی «پیاتسی» که قبلاً شناسایی شده بود مطابقت داشت.
آخرین مشاهدات نشان داد که بعد قطب شمال سرس ۱۹ ساعت و ۲۴ دقیقه (۲۹۱°)، میل آن +۵۹° بوده و در صورت فلکی اژدها قرار گرفته‌است و بنابراین سرس تقریباً ۳° انحراف محوری دارد. بعدها دان مشخص کرد که بعد قطب شمال سرس ۱۹ ساعت و ۲۵ دقیقه و ۴۰٫۳ ثانیه (۲۹۱٫۴۱۸°)، میل آن +۵۹° بوده (حدود ۱٫۵ درجه فاصله از دلتا اژدها) که معنی آن داشتن ۴° انحراف محوری است.

#### مشاهدات دان
دان تعداد زیادی دهانه کم ارتفاع را مشخص کرد، که نشان می‌داد آن‌ها زیر یک سطح نرم، احتمالاً یخ‌آب مانده‌اند. یکی از دهانه‌های کم ارتفاع ۲۷۰ کیلومتر قطر دارد. که یادآور دهانه‌های بزرگ روی تتیس یا یاپتوس است. تعداد غیرمنتظرهٔ زیادی از این دهانه‌ها حفره مرکزی و بسیاری قله مرکزی دارند. چندین نقطهٔ درخشان توسط دان شناسایی شد که روشن‌ترین نقطه (نقطه شماره ۵) در وسط دهانهٔ ۸۰ کیلومتری به نام اوکاتور قرار گرفته‌است. از روی عکس‌هایی که از سرس در ۴ مه ۲۰۱۵ گرفته شده، مشخص شد که دومین نقطه برجسته در واقع گروهی از نواحی درخشان پراکنده احتمالاً ده تا هستند. این نقاط درخشان سپیدایی تقریباً ۴۰٪ دارند که احتمالاً ماده‌ای مانند یخ یا نمک که نور خورشید را منعکس می‌کند موجب آن شده‌است. مِه در فواصل معین در بالای نقطه شماره ۵، شناخته‌شده‌ترین نقطه، ظاهر شده و موجب تقویت این فرضیه می‌شود که نقاط درخشان در اثر نوعی فوران و تبخیر یخ ایجاد شده‌اند. در مارس ۲۰۱۶ فضاپیمای دان شواهدی قطعی از وجود مولکول‌های آب در سطح سرس در دهانه اکسو یافت. جی‌پی‌ال می‌گوید: «این آب می‌تواند در مواد معدنی باشد، یا به شکل یخ دربیاید.»
در ۹ دسامبر ۲۰۱۵ دانشمندان ناسا گزارش دادند که نقاط درخشان روی سرس ممکن است مربوط به نوعی نمک، به ویژه آب نمکی باشد که حاوی منیزیم سولفات هگزا هیدریت (MgSO4·6H2O) است؛ نقاط درخشان همچنین ممکن است با خاک رس غنی از آمونیاک مرتبط باشد. گروه دیگری فکر می‌کنند که نمک‌ها سدیم کربنات (Na2CO3) هستند.

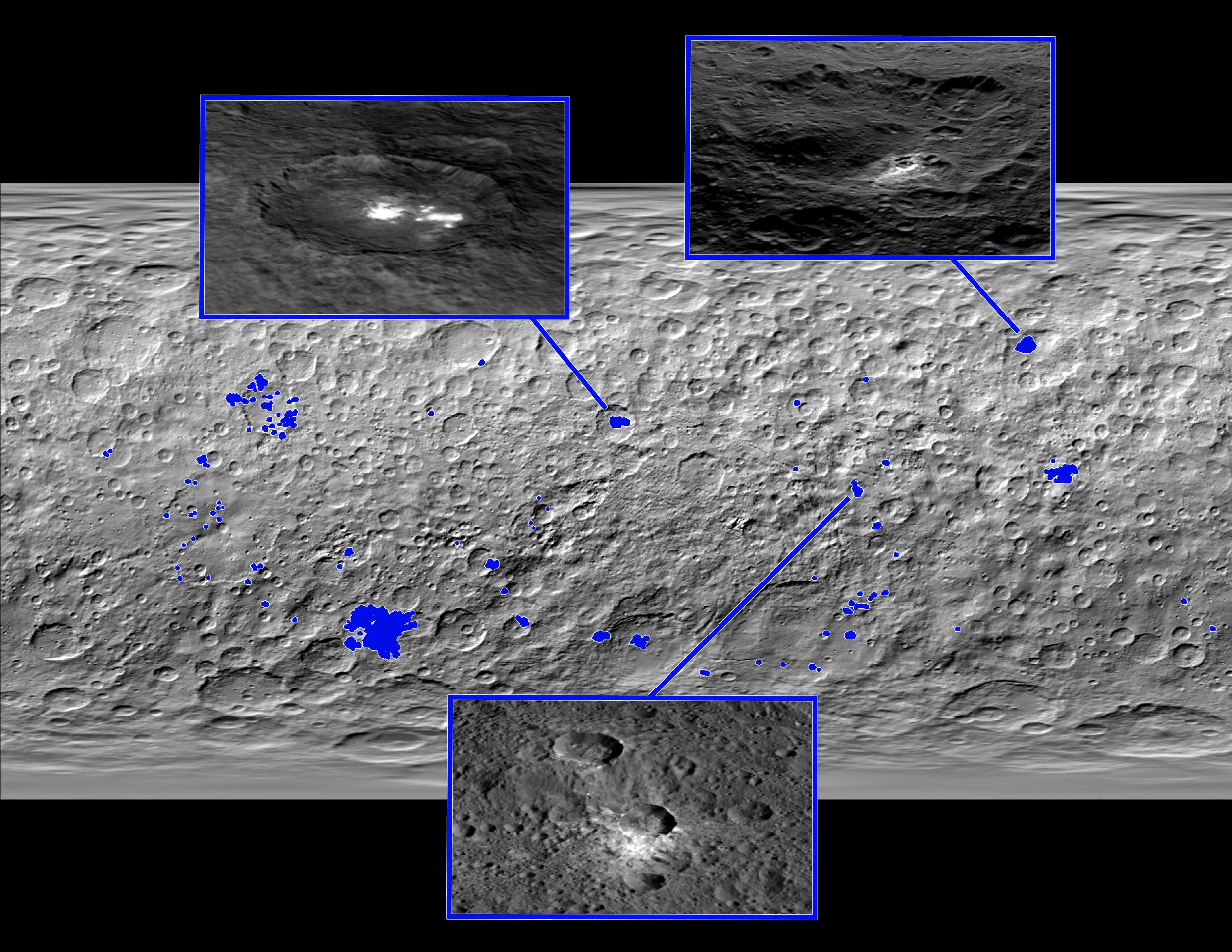
نقشه نقاط درخشان روی سرس (در ۱۰ دسامبر ۲۰۱۵ منتشر شد).

| نقاط درخشان روی سرس در نور مرئی و مادون قرمز: "نقطه ۱" (ردیف بالا) ("سردتر" از اطرافش)؛ "نقطه ۵" (پایین) (از نظر دما «مشابه اطرافش») (آوریل ۲۰۱۵) |

### ساختار داخلی
هستهٔ سرس از سنگ و گوشته آن از یخ است. این گوشته که ۱۰۰ کیلومتر ضخامت دارد ۲۸٪-۲۳٪ از جرم و ۵۰٪ازحجم سرس را تشکیل می‌دهد. سرس دارای ۲۰۰ میلیون کیلومتر مکعب آب است که از مقدار آب شیرین بر روی زمین بیشتر است. این نتایج با مشاهدات انجام شده در سال ۲۰۰۲ توسط تلسکوپ کک و با مدل‌سازی سیر تکاملی سرس تأیید شد. هم‌چنین، برخی از ویژگی‌های سطح و تاریخچه آن (مانند فاصله از خورشید، که تابش خورشید را به اندازه کافی کم کرده و موجب می‌گردد اجزایی که نقطه انجماد نسبتاً پایینی دارند هنگام شکل‌گیری سرس با هم ترکیب شوند)، نشان از حضور مواد فرار در درون سرس دارد. گفته می‌شود که ممکن است لایه‌ای از آب مایع در زیر لایه‌ای از یخ تا زمان حال باقی‌مانده باشد. اندازه‌گیری‌های دان تصدیق کرد سرس هم شکل پایدار داشته و هم دارای تعادل هیدرواستاتیکی است، که موجب می‌گردد سرس کوچک‌ترین شیئی باشد که داشتن تعادل هیدرواستاتیک آن تصدیق شده‌است. سرس ۶۰۰ کیلومتر کوچکتر و از نظر جرم نصف جرم رئا، دومین شی کوچک دارای این خصوصیات است. براساس مدل‌سازی پیشنهاد شده‌است که بخشی از گوشته سنگی سرس می‌تواند یک هسته کوچک فلزی داشته باشد.

## هواکره
نشانه‌هایی از وجود لایه رقیق و نازک بخار آب در هواکرهٔ سرس وجود دارد که ناشی از فوران یخ‌آب از سطح سرس است.
این یخ‌آب‌های سطحی در فاصلهٔ کم‌تر از ۵ واحد نجومی از خورشید ناپایدار می‌شود. پس انتظار می‌رود هنگامی که سرس به‌طور مستقیم در معرض تابش خورشیدی قرار می‌گیرد، تصعید انجام‌گیرد. یخ‌آب موجود در درون سرس می‌تواند به سطح این سیاره بیاید، اما در مدت بسیار کوتاهی فرار خواهد کرد. در نتیجه، تشخیص تبخیر آب سرس دشوار است. فرار آب از مناطق قطبی این سیاره در اوایل دهه ۱۹۹۰ دیده‌شد؛ اما به روشنی تشخیص داده‌نشد. این امکان وجود دارد که فرار آب از اطراف یک دهانه تازه یا ترک لایه‌های زیر سطح نمایان شود. مشاهده‌های انجام شده توسط فضاپیمای آی‌یوای بااشعه فرابنفش از نظر آماری مقدار قابل توجهی یون هیدروکسید را در قطب شمال سرس نمایان ساخت، که محصول تجزیه بخار آب توسط اشعهٔ فرابنفش خورشید است.
در اوایل ۲۰۱۴، با استفاده از اطلاعات رصدخانه فضایی هرشل چندین منبع متمرکز شده نیمه آزاد بخار آب (با قطر کمتراز ۶۰ کیلومتر) در سرس کشف شد، که هر کدام در هر ثانیه تقریباً ۱۰۲۶ مولکول (یا ۳ کیلوگرم) آب آزاد می‌کند. تلسکوپ کک با اشعه مادون قرمز دو ناحیه بالقوهٔ دارای آب (که در تصاویر به رنگ تیره دیده می‌شود) پیاتسی (۱۲۳°E, 21°N) و ناحیه (۲۳۱°E, 23°N) A را شناسایی کرده‌است. (ناحیه A مرکز درخشانی هم دارد) مکانیسم‌های احتمالی برای ایجاد بخار تصعید ۰٫۶ کیلومتر مربع یخ موجود در سطح، یایخ فشان حاصل گرمای درونی ایجاد شده از واپاشی هسته‌ای یا تحت فشار قرار گرفتن اقیانوس زیر پوسته سرس با گسترش لایه یخ روی آن است. انتظار می‌رود هنگامی که سرس هنگام گردش در مدارش از خورشید دور می‌شود میزان تصعید هم کاهش یابد، در حالیکه انتشار گازها نباید تحت تأثیر چرخش آن قرار گیرد. بااطلاعات محدودی که در دسترس داریم تصعید در سرس همانند تصعید در ستاره‌های دنباله‌داراست.

## منشأ و تکامل
سرس احتمالاً بازماندهٔ سیارات ابتدایی است که در ۴٫۵۷ میلیارد سال پیش در کمربند سیارکی شکل‌گرفت.
گرچه اکثریت سیارات ابتدایی سامانه خورشیدی داخلی (شامل تمام قمرها واجرام هم‌اندازهٔ مریخ) یا با یک‌دیگر ادغام شده‌اند و سیارات زمین‌سان
را تشکیل دادند یا توسط مشتری از سامانه خورشیدی خارج شدند. اعتقاد بر این است که سرس نسبتاً دست‌نخورده باقی مانده‌است. یک نظریه جایگزین پیشنهاد می‌کند که سرس در کمربند کویپر تشکیل و بعد به کمربند سیارک‌ها مهاجرت کرده‌است. کشف نمک آمونیاک در دهانه اوکاتور، فرضیه به وجود آمدن سرس در خارج از منظومه شمسی را تقویت می‌کند. ۴ وستا از دیگر سیارات ابتدایی احتمالی است که اندازه‌اش کمتر از نصف سرس است؛ و تحت تأثیر شدید جامد شدن ۱٪ از جرمش را از دست داده‌است.
تکامل زمین‌شناسی سرس وابسته به منابع حرارتی بود که در طول تشکیلش و بعد از آن در اثر اصطکاک و برافزایش خرده‌سیارات، و فروپاشیایزوتوپ‌های پرتوزایِ مختلف (احتمالاً شامل ایزوتوپ‌هایی با عمر کوتاه مثل هسته کیهانی و آلومینیوم-۲۶) در دسترس بوده‌است. تصور می‌شود که این حرارت‌ها برای تشکیل هستهٔ سنگی و گوشته یخی سرس اندکی پس از شکل‌گیری آن کافی بوده‌است. این فرایند ممکن است توسط آتشفشان آب و تکنوتیک ایجاد شده و با از بین بردن ویژگی‌های کهن زمین‌شناسی همراه باشد. با توجه به اندازهٔ کوچک خود، سرمای سرس ممکن است سبب توقف فرایندهای زمین‌شناسی شده باشد. هر گونه یخ بر روی سطح، به تدریج دچار تصعید شده و هیدرات مختلف مواد معدنی مانند خاک رس و کربناتها را بر جا گذاشته‌است.
امروزه، به نظر می‌رسد سرس از نظر زمین‌شناسی غیرفعال؛ و تنها یک سطح با دهانه‌های برخوردی است. وجود مقدار قابل توجهی یخ‌آب در ترکیب آن احتمال وجود یک لایه آب مایع در سطح داخلی سرس را افزایش می‌دهد. این لایهٔ فرضی اغلب با نام اقیانوس نامیده می‌شود. اگر چنین لایه‌ای از آب مایع وجود داشته باشد، فرض بر این است که مانند اقیانوس استدلال در قمر اروپا میان هستهٔ سنگی و گوشتهٔ یخی قرار گرفته باشد. اگر مواد محلول (مثل نمک‌ها)، آمونیاک، سولفوریک اسید، یا ترکیبات ضدیخ در آب حل شده باشند، احتمال وجود یک اقیانوس بیشتر است.

## زندگی فرازمینی
در حالی که مریخ و ماه اروپا پتانسیل زندگی فرازمینی را دارند و فعالانه در این‌باره بحث می‌شود، با وجود یخ‌آب در سرس، حدس و گمان می‌رود که ممکن است در این سیاره زندگی وجود داشته‌باشد. این شواهد از فرضیهٔ مواد پرتابی فرضی از سرس به زمین و آمدن حیات به آن ریشه گرفت.
پژوهشگران عقیده دارند که یک چهارم سرس را آب تشکیل داده
است که احتمالاً به شکل لایه‌ای یخی در زیر پوسته تیره این سیاره کوتوله است.
اگر چه انتظار می‌رود سطح این سیارهٔ کوتوله سرد و یخی باشد اما ممکن است یک اقیانوس زیر این سطح سرد وجود داشته باشد. دان با بررسی‌های بیشتر و فرستادن تصاویری از آن دانشمندان را در فهمیدن مقدار جرم موجود درهستهٔ این سیارک یاری خواهد کرد؛ و به این ترتیب جواب این سؤال: که آیا در گوشته یخی سرس آب مایع وجود دارد یا خیر؟ مشخص خواهد شد.
اگر واقعاً اقیانوسی در سرس وجود داشته باشد، ممکن است حیات به شکل‌های مختلف آن در این سیاره وجود داشته باشد.

## مشاهدات و مأموریت‌های فضایی

### مشاهدات
حضیض سرس ۲٫۵۴۶۸ واحد نجومی است. هنگام حضیض سرس، به سختی دیده می‌شود؛ اما تحت شرایط دید استثنایی، یک فرد بسیار تیزچشم ممکن است بتواند این سیاره کوتوله را ببیند. سرس یکی از درخشان‌ترین سیارکها است. تنها سه سیارک دیگر وجود دارد که می‌تواند به روشنایی این سیاره برسد که شامل ۴ وستا هنگام نزدیک شدن به حضیض خورشید، پالاس، و ایریس می‌شود. هنگامی که آسمان کاملاً تاریک شود و سرس در افق قرار بگیرد، می‌توان آن را با دوربین دوچشمی دید.
برخی از نقاط عطف چشم‌گیر دیده‌شده در سرس عبارتند از:
- اختفای یک ستاره توسط سرس در ۱۳ نوامبر ۱۹۸۴ در مکزیک، فلوریدا، و سراسر کارائیب دیده‌شد.[۱۰۰]
- اشعهٔ فرابنفش تلسکوپ فضایی هابل تصاویری از سرس با وضوح ۵۰ کیلومتری در ۲۵ ژوئن ۱۹۹۵ گرفت.[۵۸][۱۰۱]
- اشعهٔ فروسرخ تلسکوپ کک تصاویری از سرس با وضوح ۳۰ کیلومتری در سال ۲۰۰۲ با استفاده از اپتیک سازگار گرفت.[۶۱]
- تلسکوپ فضایی هابل تصاویری از نور مرئی سرس با وضوح ۳۰ کیلومتری (تا به امروز) در سال‌های ۲۰۰۳ و ۲۰۰۴ گرفته‌است.[۸][۶۲]
- در ۲۲ دسامبر ۲۰۱۲، سرس در بخش‌هایی از کشور ژاپن، روسیه و چین موجب اختفای ستاره TYC 1865-00446-1 شد.[۱۰۲] درخشندگی سرس ۶٫۹ واحد نجومی و درخشندگی ستاره ۱۲٫۲ واحد نجومی بود.[۱۰۲]
- در سال ۲۰۱۴، با اشعه مادون قرمز تلسکوپ فضایی هرشل به‌طور واضح سیگنال‌هایی از وجود بخار آب را در جو سرس تشخیص داد.[۱۰۳]
- در سال ۲۰۱۵، فضاپیمای دان به مدار سرس نزدیک شده اطلاعاتی علمی و تصاویری با جزئیات زیاد به زمین ارسال کرد.

### مأموریت‌های فضایی

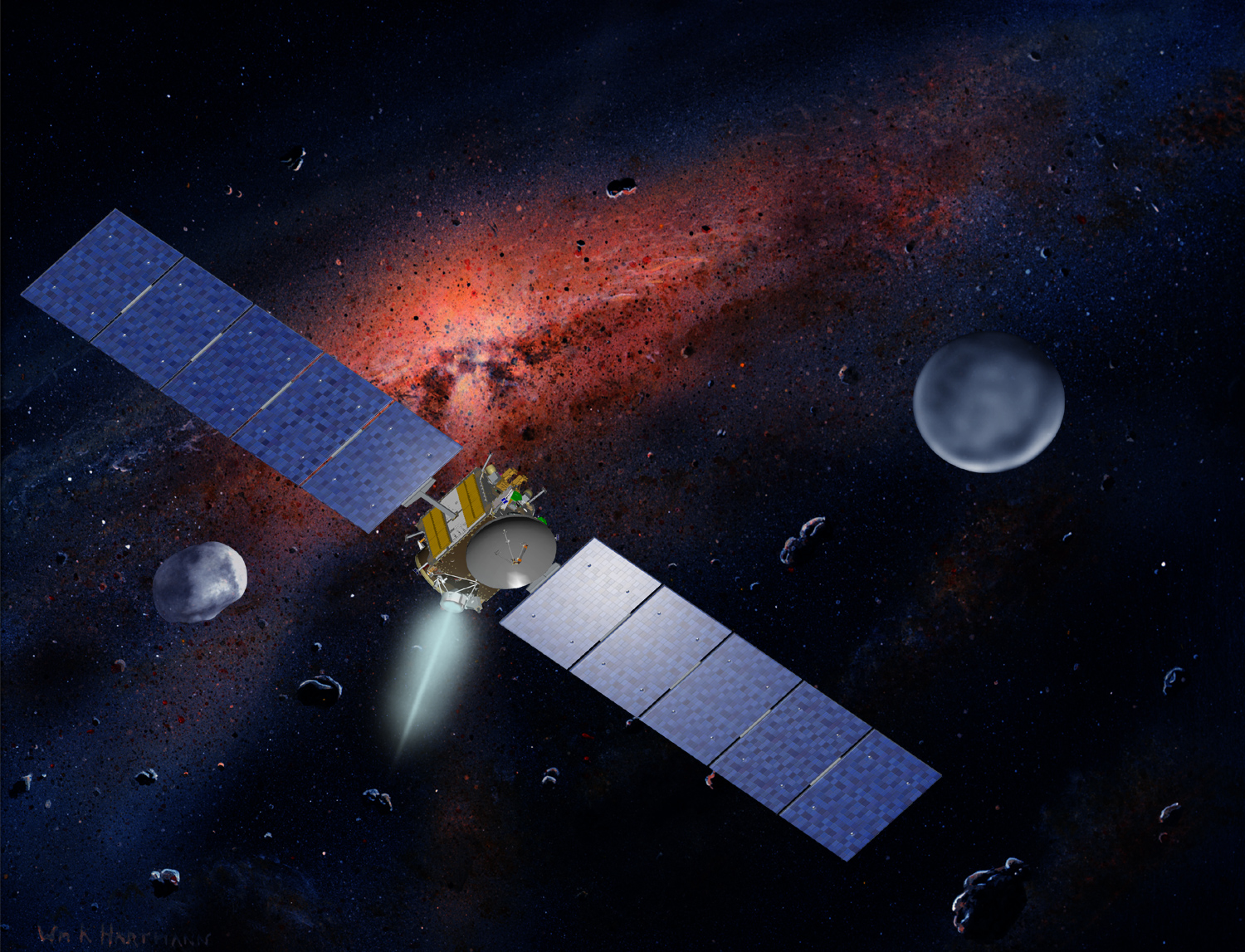
مونتاژ هنری از شلیک یون موتور موشک با کنجکتورال به سمت ۴ وستا. سرس (سمت راست) و کمربند سیارکی

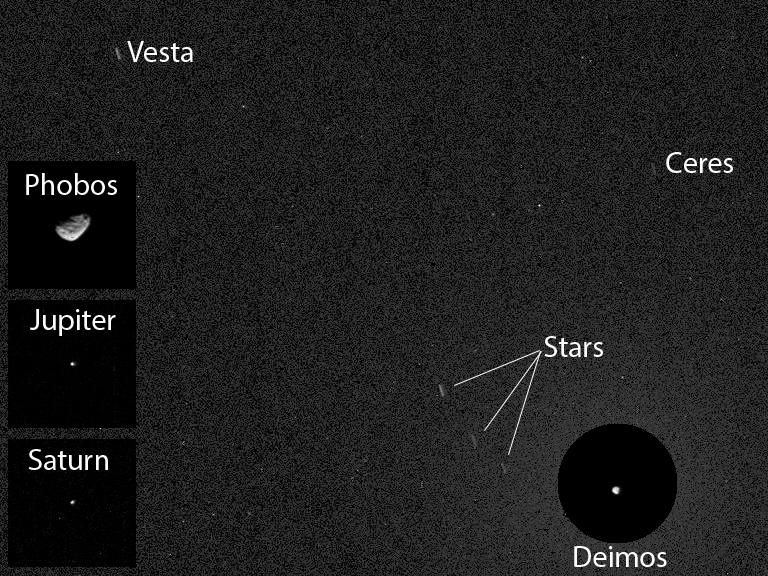
اولین تصویر از سیارک (سرس و وستا) از مریخ - مشاهده شده توسط کنجکاوی (۲۰ آوریل ۲۰۱۴)

در اوایل دههٔ ۱۹۹۰، ناسا برنامه فضایی اکتشافی خود را شروع کرد، هدف این برنامه انجام یک سری مأموریت‌های علمیِ کم‌هزینه بود. در سال ۱۹۹۶، تیم مطالعاتی برنامه پیشنهاد کردند که مأموریت مطالعه کمربند سیارکی با استفاده از فضاپیمایی با موتورپیشرانه یونی در اولویت قرار گیرد. تأمین بودجه مالی این برنامه سال‌ها دچار مشکل شد، تا در سال ۲۰۰۴ طرح فضاپیمای دان مورد تأیید قرار گرفت.
در ۲۷ سپتامبر ۲۰۰۷، فضاپیمای دان راه‌اندازی شد تا اولین فضاپیمایی باشد که از وستا و سرس دیدن می‌کند. در ۳ مه ۲۰۱۱، به اولین هدفش گرفتن تصویر از ۱٫۲ میلیون کیلومتری وستا دست یافت.
پس از ۱۳ ماه گشتن در مدار وستا، فضاپیمای دان از موتور پیشرانش یونی خود استفاده کرده و به سمت سرس رفت و چهار ماه پیش از پرواز فضاپیمای نیوهرایزنز بر روی پلوتو در ۶ مارس ۲۰۱۵ در ۶۱۰۰۰ کیلومتری اسیر گرانش آن شد.
مأموریت دان مطالعه سرس از یک سری مدارهای متوالی و ارتفاع پایین است. دان در ۲۳ آوریل ۲۰۱۵ وارد اولین مدار ("RC3")اطراف سرس در ارتفاع ۱۳٬۵۰۰ شد و در آنجا به مدت ۱۵ روز به اندازهٔ تقریباً یک دور گردش کامل باقی ماند. سپس فضا پیما ارتفاع خود را به ۴٬۴۰۰ کیلومتر کاهش داده و وارد دومین مدار ("survey") شده و به مدت سه هفته آنجا خواهد ماند. و سپس در ارتفاع ۱٬۴۷۰ درمدار ("HAMO") به مدت دو ماه خواهد چرخید. و سرانجام وارد مدار نهایی خود ("LAMO") در ارتفاع ۳۷۵ کیلومتری شده و حداقل سه ماه در آنجا خواهد ماند. ابزارهای فضاپیما شامل یک دوربین سبک، یک طیف‌سنج مادون قرمز و بصری، و یک آشکارساز پرتو گاما و نوترون است. این ابزارها شکل سرس و عناصر تشکیل دهندهٔ آن را بررسی خواهند کرد. در ۱۳ ژانویه ۲۰۱۵، دان اولین تصاویر را از سرس با وضوحی نزدیک به تلسکوپ هابل گرفت که دهانه‌های برخوردی و نقطه کوچک درخشانی را نزدیک همان مکان مشاهده شدهٔ پیش از این آشکار ساخت. عکس‌های بعدی که به تدریج وضوحشان بیشتر می‌شد در تاریخ ۲۵ ژانویه، ۴٬۱۲، و ۲۵ فوریه، و ۱ مارس و ۱۰ و ۱۵ آوریل گرفته شد.
ورود دان به مدار ثابت اطراف سرس به تعویق افتاد، نزدیک رسیدن به سرس یک پرتو کیهانی به آن اصابت کرده و موجب شد به جای رفتن از یک مسیر مارپیچی مستقیم، از مسیری دیگر و طولانی به سمت سرس برود.
سازمان ملی فضایی چین در حال طراحی مأموریت دوباره‌ای به سرس است که در دههٔ ۲۰۲۰ انجام خواهد شد.

## نقشه‌ها
| نقشه سرس (قرمز=IR-bright؛ سبز=لکه‌های درخشان سطح سرس، آبی=فرابنفش) (سپتامبر ۲۰۱۵) - نقاط قرمزتر بازتاب نور بیشتر در طول موج فروسرخ را نشان می‌دهد، در حالیکه نقاط آبی رنگ نشانگر بازتاب نور بیشتر در طول موج‌های فرابنفش هستند. |
| نقشه پستی و بلندی‌های سرس (سپتامبر ۲۰۱۵). فاصله کف کم ارتفاع‌ترین دهانه (ایندیگو) از بلندترین قله (وایت) ۱۵ کیلومتر است. |
| نقشه سرس (تمرکز بر محور ۱۸۰ درجه طول جغرافیایی، رنگی، مارس ۲۰۱۵) |
| نقشه سرس (مرکاتور؛ هائومیا؛ رنگی، مارس ۲۰۱۵) |
| نقشه سیاه و سفید سرس همراه با اسامی رسمی که روی طول جغرافیایی ۰° متمرکز شده‌است. (اوت ۲۰۱۵) |
| نقشه توپوگرافی نیم‌کره‌های سرس که روی طول جغرافیایی۶۰ درجه و ۲۴۰درجه متمرکز شده‌است. (ژوئیه ۲۰۱۵). |
| سرس، مناطق قطبی (نوامبر ۲۰۱۵):شمال (چپ)، جنوب (راست). |

| نمای کلی                      |
| بخش کروان (PDF version)       |
| بخش آساری_زادنی (PDF version) |
| بخش اوکاتور (PDF version)     |